# Encephalartos trispinosus
Az Encephalartos trispinosus a cikászok (Cycadophyta törzsében a bunkóspálmafélék (Zamiaceae) családjába sorolt Encephalartos nemzetség egyik faja. Nevét a levélkék vége felé növő három levéltöviséről kapta.

## Származása, elterjedése
Dél-Afrikában, ezen belül a Dél-afrikai Köztársaság Kelet-Fokföld (Eastern Cape) tartományában, Bathurst, Alexandria és Albany kerületben, a Busman folyó és a Great Fish River völgyében endemikus; ezen a termőhelyen közönséges.

## Megjelenése, felépítése
Törzse alig 25–30 cm magasra nő, és számos tősarjat hoz. Ezek némelyike új törzzsé fejlődik, így a növény 4–6 törzsből álló bokorrá fejlődik, a törzsek tövénél további sarjakkal.
Párosan szárnyalt, szürkészöld levelei 75–125 cm hosszúak, a végük felé megcsavarodnak.
Tobozai fényes sárgák. Egy-egy tövön egy-két hímivarú tobozt hoz. Ezek 25–35 cm hosszúak, az átmérőjük 7–8 cm. A nőivarú példányok egyetlen toboza 40–50 cm hosszú, átmérője 15–20 cm. Pikkelyei mélyen barázdáltak.
A termés színe a fakóvöröstől a narancssárgáig változó.

## Életmódja, termőhelye
Kétivarú. A lassan növő cikászok közé tartozik, de megfelelő körülmények között igen sokáig élhet. A napsütést és a vizet jól vezető talajt kedveli. A szárazságot és a fagyot is jól tűri. Tűző napon a sziklákon vagy a bozót adta félárnyékban nő. Eredeti termőhelyén a nyár forró, de télen gyakorta fagy. Az éves csapadék 600–725 mm; szinte az egész nyáron esik le.
Tobozait a nyár közepén (Dél-Afrikában december–januárban) hozza. A hímivarú tobozok ősszel (áprilisban) érnek be, és április-májusban porozzák be a termőseket.

## Felhasználása
Előszeretettel ültetik vízzel rosszul ellátott, napos kertekbe.